# II Zw 96

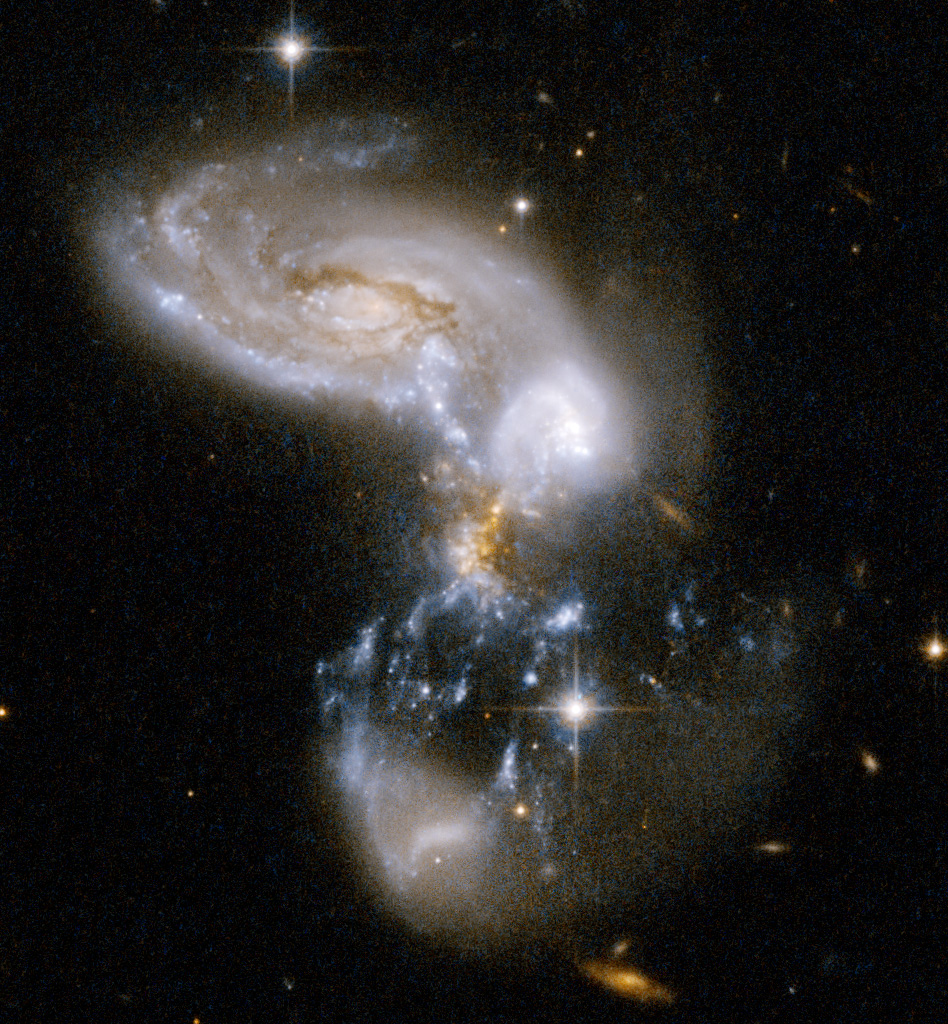
Галактика II Zw 96

II Zw 96 (також ZW II 96) — дві галактики в процесі злиття, розташовані в сузір'ї Дельфін на відстані близько 500 мільйонів світлових років від Землі. У цій системі великі райони формування нових зірок локалізовані між ядрами галактик.